# 吉林工业大学

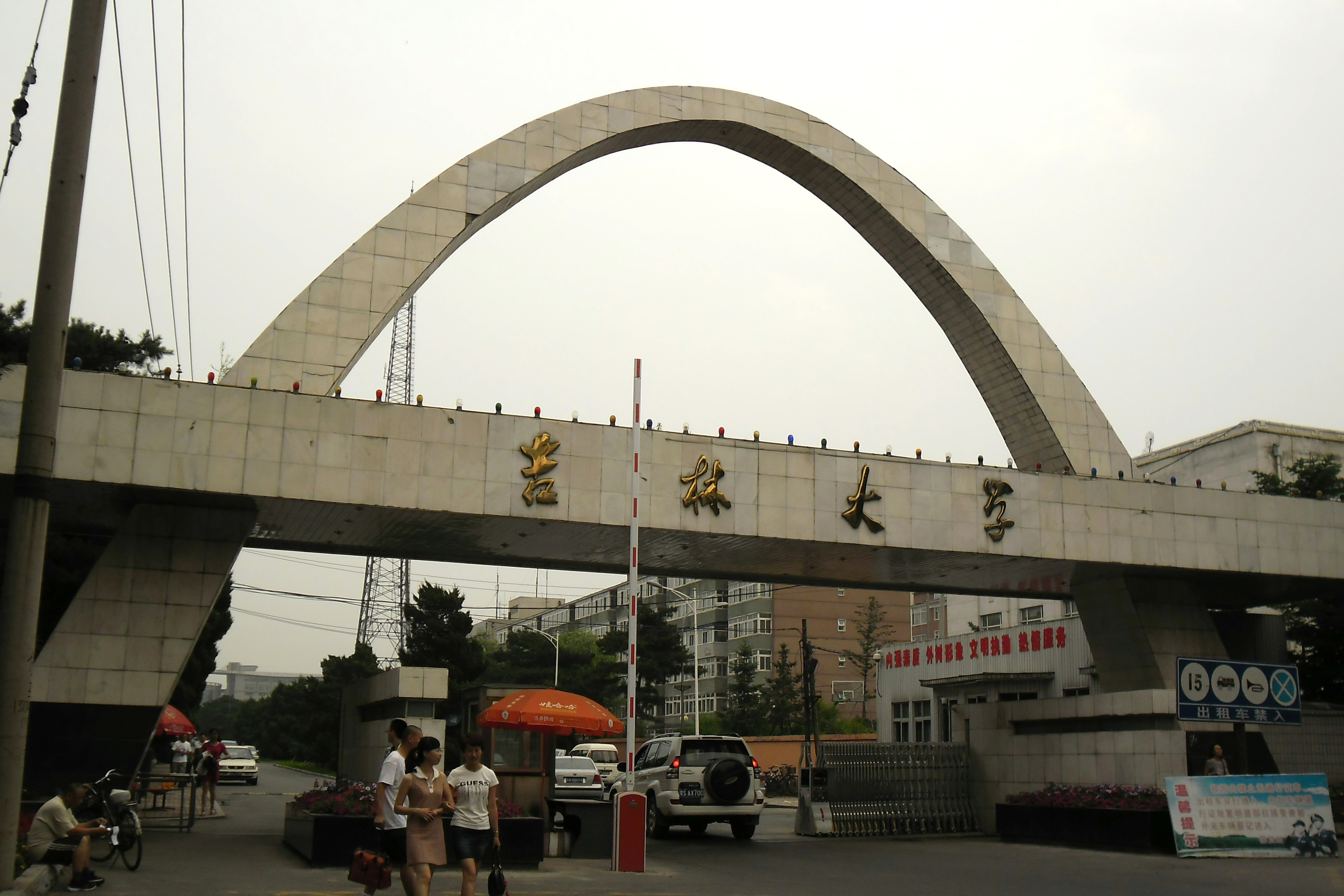
校址现为吉林大学东区

吉林工业大学是1954年到2000年存在于中国吉林省的一所工科大学，已于2000年与吉林大学合并。

## 历史
- 1954年9月，机械部与教育部、农机部决定在长春建立汽车拖拉机学院，任命时任第一汽车制造厂厂长的饶斌为筹备委员会主任，筹备建校工作。
- 1955年9月，经教育部及一机部商定，由交通大学（西安交大、上海交大前身）、华中工学院、山东工学院部分有关专业调整合并，建成长春汽车拖拉机学院，饶斌被任命为第一任院长。
- 1958年改名为吉林工业大学
- 1960年，被国务院批准为全国重点大学，被誉为“中国汽车农机工业人才的摇篮”。
- 1997年通过了国家211工程部门预审，是1999年首批国家“211工程”重点建设的院校之一。
- 2000年合并入吉林大学

## 知名校友
- 宋玉泉，中国科学院院士；
- 任露泉，中国科学院院士；
- 王立鼎，中国科学院院士；
- 孙军, 中国科学院院士；
- 陈秉聪，中国工程院院士，曾任吉林工业大学副校长；
- 郭孔辉，中国工程院院士；
- 怀进鹏，中国科学院院士， 中国教育部部长
- 马玉山，中国工程院院士；
- 闫楚良，中国科学院院士；